# Callicercops
 Callicercops is een geslacht van vlinders uit de familie mineermotten (Gracillariidae).

## Soorten
- Callicercops iridocrossa (Meyrick, 1938)
- Callicercops milloti (Viette, 1951)
- Callicercops triceros (Meyrick, 1926)